# Bosnienkrisen

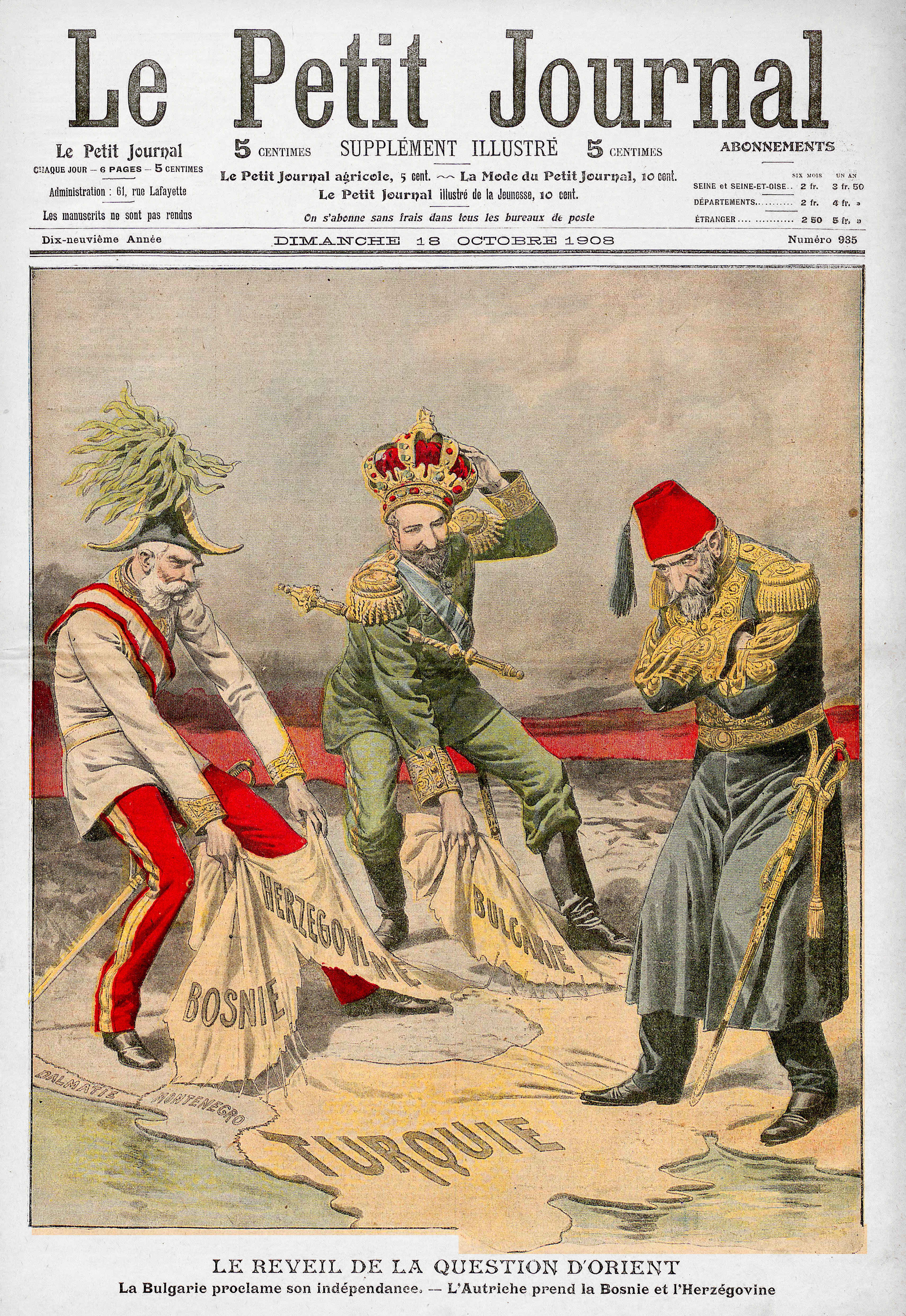
Skämtteckning i franska tidningen Le Petit Journal: Furste Ferdinand av Bulgarien utropar oberoende och utropas som kejsare, medan Österrikes kejsare Franz Joseph annekterar Bosnien och Hercegovina, samtidigt som Osmanska rikets sultan Abdul Hamid II tittar på.

Bosnienkrisen, annekteringskrisen eller första Balkankrisen inträffade 1908–1909 och gällde Österrike-Ungerns annektering av Bosnien och Hercegovina.

## Bakgrund
Österrike-Ungern hade ockuperat Bosnien och Hercegovina 1878, i samband med det rysk-turkiska kriget 1877–1878. Denna ockupation var en följd av ett hemligt avtal från 1876 mellan Ryssland och Österrike-Ungern, som gav Österrike-Ungern rätt att besätta detta område om ryska trupper trängde in på Balkan. Berlinkongressen 1878 fastställde att Bosnien och Hercegovina fortsatt skulle vara besatt och förvaltat av Österrike-Ungern, men att området nominellt skulle förbli under turkisk överhöghet.
Efter den ungturkiska revolutionen 1908 försökte det nya styret i Konstantinopel hävda sin överhöghet i Bosnien och Hercegovina. Detta ledde till österrikisk-ungerska motåtgärder.

## Krisens förlopp
6 oktober 1908 meddelade Österrike-Ungern att landet tänkte annektera Bosnien och Hercegovina.
Inför annekteringen genomförde den österrikisk-ungerske utrikesministern Alois Lexa von Aehrenthal 16 september 1908 ett möte med den ryske utrikesministern Aleksandr Izvolskij på borgen Buchlau i Mähren i syfte att få ryskt godkännande för annekteringen. Deltagarnas senare versioner av utgången av detta möte gick isär, och medan von Aehrenthal hävdade att han fått ryskt godkännande, förnekades detta av Izvolskij. Annekteringen ledde därför till en diplomatisk kris med bland annat ryskt missnöje.
Ryssland, Osmanska riket, Storbritannien, Italien, Serbien, Montenegro, Tyskland och Frankrike hade alla sina intressen i området. I april 1909 godkände Berlinkongressen att Österrike-Ungern besatte och förvaltade Bosnien och Hercegovina, och det nya status quo-läget accepterades, vilket ledde till ett slut på krisen. 
Krisen försvagade delvis Österrike-Ungerns relationer till Ryssland och Serbien. Annekteringen och reaktionerna på den var bidragande orsaker till första världskrigets utbrott 1914.

### Fotnoter
1. ↑  Svensk Uppslagsbok: Bosnien Arkiverad 2 april 2015 hämtat från the Wayback Machine.
2. ↑  Svensk uppslagsbok: von Aehrenthal, Alois Lexa Arkiverad 2 april 2015 hämtat från the Wayback Machine.